# Brand IPA
Brand IPA is een Nederlandse India Pale Ale, dat werd gebrouwen bij de Brand Bierbrouwerij in Wijlre. Het bier is met  een alcoholpercentage van 7,0% en alcoholvrij verkrijgbaar.

## Brand Bierbrouwwedstrijd 2014
In mei 2014 won hobbybrouwer Jeroen Free de jaarlijkse brouwwedstrijd van Brand. Doel van de wedstrijd in 2014 was om een IPA te brouwen, een sinds begin jaren '10 steeds populairdere soort speciaalbier. De smaak is voor een IPA vrij toegankelijk en laat zich kenmerken door zijn fruitigheid, grote hoeveelheid citrusaroma en een zachte bitterheid.

## Onderscheidingen
- In mei 2016 won Brand IPA de Wheel of Retail in de categorie alcoholhoudende dranken (belangrijkste prijs in Nederland voor nieuwe producten in de supermarkt).